# Het beest van Exmoor
Het beest van Exmoor, in het Engels Beast of Exmoor of Exmoor Cat, is een mysterieuze katachtige, die in de velden van Exmoor, Devon en Somerset in het Verenigd Koninkrijk waar zou zijn genomen.
Volgens ooggetuigen is het beest 3 à 4 voet (90 tot 120 cm) lang en 2 à 6 voet (60 tot 180 cm) hoog, daarnaast heeft het een korte nek met daarop witte en grijze vlekken. De eerste waarnemingen stammen uit de jaren zeventig, maar deze worden pas serieuzer genomen in 1983, wanneer een boer meldt dat een gedeelte van zijn vee zou zijn gedood. Hij verloor in drie maanden tijd meer dan 100 schapen. Om deze reden organiseerde de overheid een klopjacht naar het dier, maar zonder resultaat. In 1989 werden er foto's gemaakt van het wezen,waaruit valt op te maken dat het dier een zwarte pels heeft. Hierdoor dacht men dat om een zwarte panter ging.

## Theorie
Volgens The British Big Cat Society (BBCS) zouden er in de jaren zeventig 23 wilde katten zijn uit gezet, waaronder een panter en een poema. Ook zouden er enkele katten zijn vrijgelaten door particulieren. Het mysterie is dat het katachtige wezen op een soort hond zou lijken met kenmerken van een panter en een poema. Zo zou hij een gevlekte pels hebben. Sommige wetenschappers denken om deze reden dat het om een mogelijke kruising zou gaan. Dit is eens eerder gebeurd in een dierentuin in Chicago en in Hamburg, waar een poema en een luipaard in 1890/1900 waren gekruist tot een poemapaard. 
Een andere theorie komt van Di Francis, die beweerde dat het beest van Exmoor uit de prehistorie komt en dat hij in het geheim heeft weten te overleven. Deze theorie is algemeen door de wetenschap afgewezen.

## Tegenwoordig
Op 9 januari 2009 werd er op het strand van North Devon een geraamte gevonden van een katachtig wezen. Het lijk was ruim 5 voet (150 cm) groot. Op 30 juni 2009 zou een politieagent, die vrij van dienst was, een video hebben gemaakt van een grote kat. Wederom ging het hier weer om een kat met een zwarte pels. Er zijn sindsdien geen waarnemingen meer gemeld.